# Герб кримських татар
Герб кри́мських тата́р (крим. Qırımtatar tamğası), тарак-тамґа (крим. taraq tamga) — родовий знак династії Ґераїв, що правила в Криму. Першим цей символ почав використовувати засновник Кримського ханства Хаджі I Ґерай. Відтоді знак є символом ханської влади.

## Історія

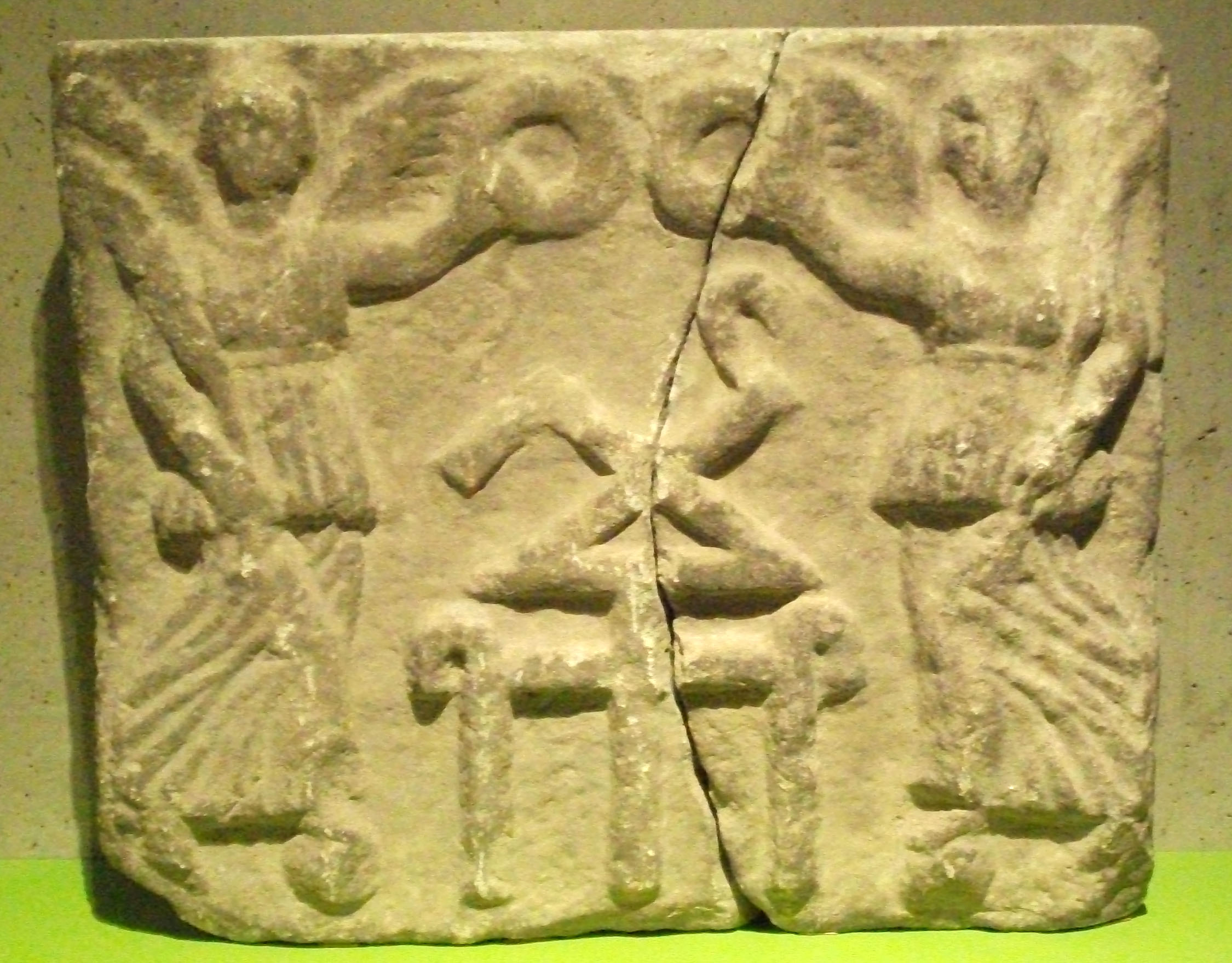
Символ Боспорського царства

Використання тамги на прапорах Кримського ханства наразі  вивчені. Цей знак використовувався як герб держави
У грудні 1917 р. у Криму скликано з ’їзд кримськотатарського народу. Було проголошено незалежність Криму й обрано уряд-директорію. Новому державному утворенню вдалося проіснувати до лютого 1918 р. У цей час як національний символ було затверджено тарак-тамгу.
З другої половини 80-х рр. почався масовий процес повернення кримських татар з заслання, який проходив дуже
болісно. На багатьох мітингах, демонстраціяхі пікетах, які влаштовувалися кримськими татарами, часто застосовувалися
блакитні полотнища з тарак-тамгою золотої барви.

## Походження
Існує кілька версій тлумачення семантики цього тарак-тамги. Турецький історик проф. Анкарського університету Х.Киримли припускає, що тризуб — тарак-тамга символізує ваги — знак справедливості. Інший дослідник з Туреччини д-р Ш.Бектуре вбачає у ньому єдність трьох племен, які брали участь в етноґенезі кримських татар. Остання версія малопереконлива, оскільки тризуб досить часто трапляється у родових знаках багатьох тюркських родів і племен. Кримський краєзнавець Р.Куртієв вважає, що тарак-тамга ніщо інше, як стилізоване зображення орла.
Блакитний колір — традиційний колір тюркських народів, що символізує чисте небо і свободу.

## Галерея

### У знаковій системі степових народів Євразії

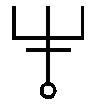
Тамга кушанського царя Віма Такту
Тамга хана Золотої орди Берке (1257 — 1266) на монеті
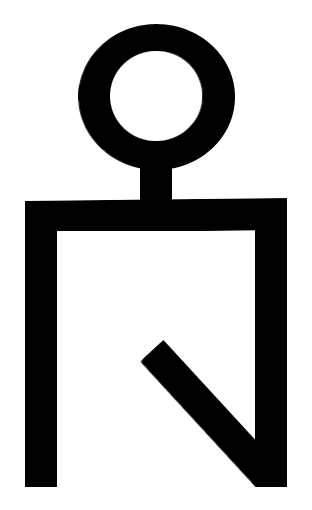
Тамга хана Золотої орди Менгу-Тимура (1266 — 1282)
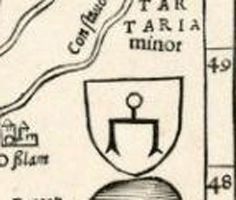
Символ Малої Тартарії (Криму) у XVI ст.
Тамга казахських підродів Джалаїр і Таракти та роду Толенгут
Тамга казахського підроду Сиргели
Тамга казахського підроду Табин
Тамга казахських підродів Табин і Торе
Тамга казахського підроду Тама
Тамга казахського підроду Торе

### У геральдиці
Низка шляхетських гербів має ймовірне походження від тарак-тамги.

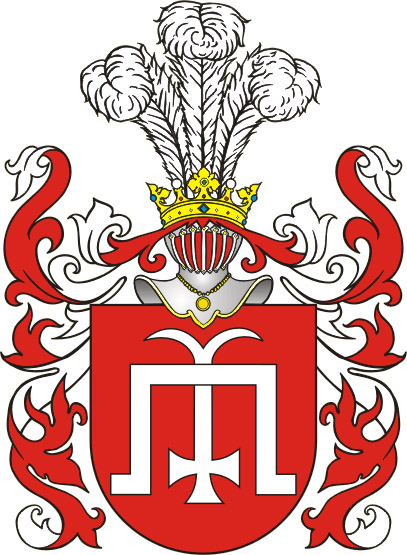
Герб Глинські
Герб Достоєвські
Герб Радван
Герб Ясколеські
Герб Семенович
Герб Кричевські
Герб Кричевські (різновид)
Герб Юдицькі
Герб Альбієвичів
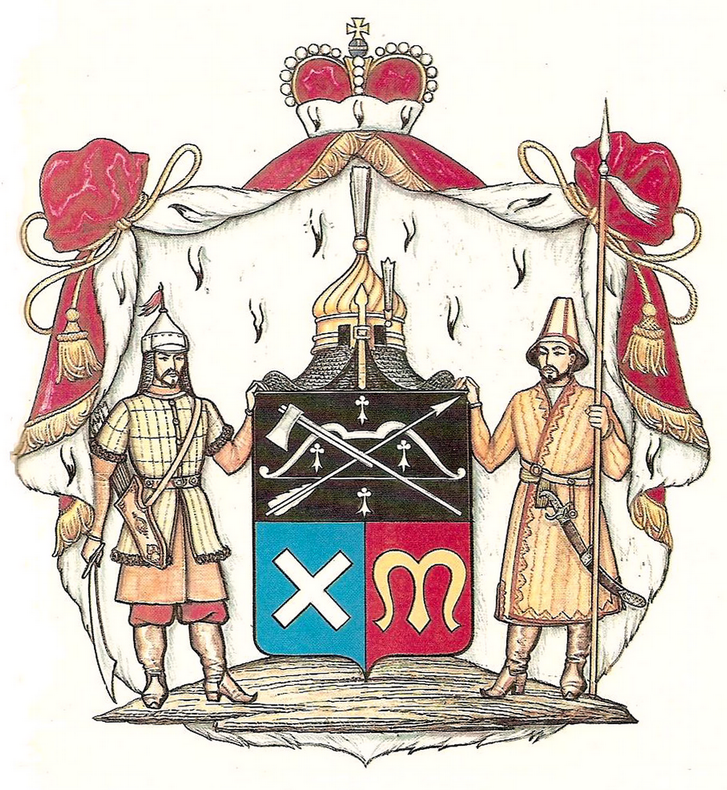
Герб Чінгісів
Літера «Аз» глаголиці
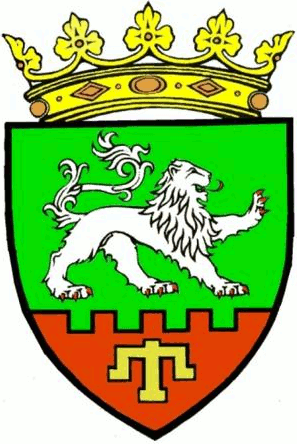
Герб Тараклійського району (Молдова)

### Стилізація
Розповсюджене зображення тамги кримських татар, складеної з залізничних рейок: спомин про депортацію з Криму у 1944 році.

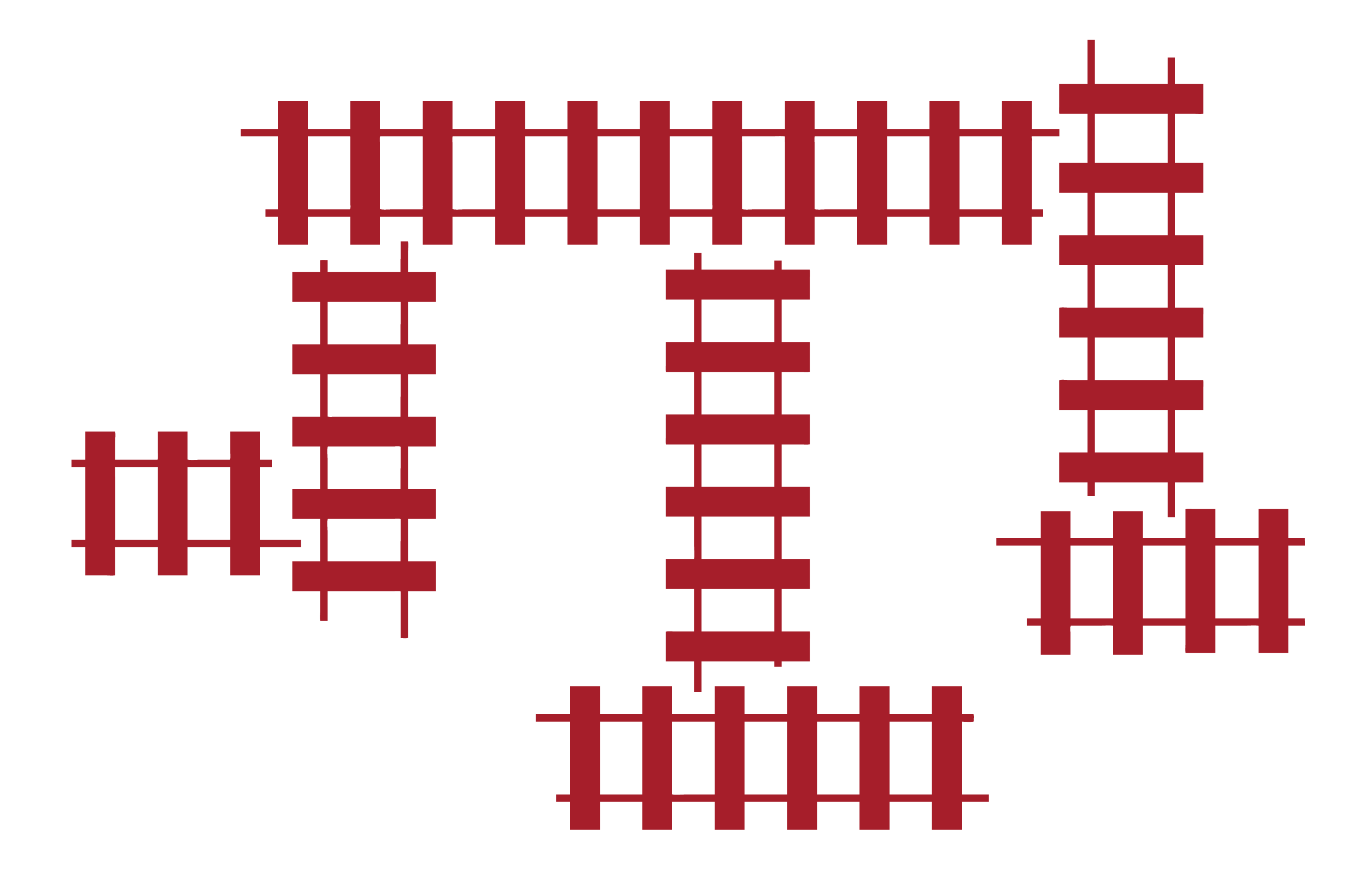
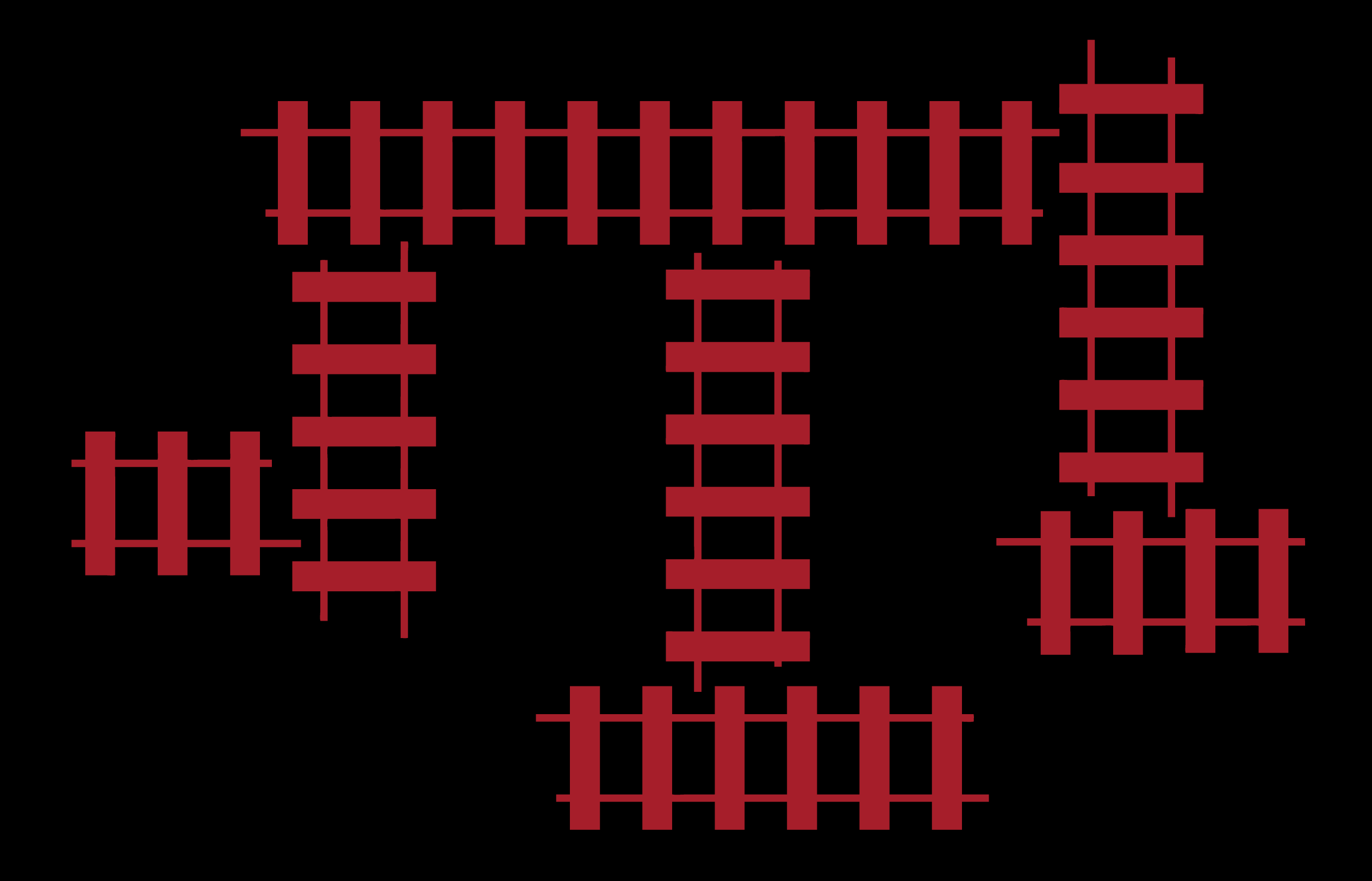